# Abdelkahar Kadri
Abdelkahar Kadri (24 juni 2000) is een Algerijns voetballer die sinds juli 2025 uitkomt voor KAA Gent

## Clubcarrière
Kadri startte zijn seniorencarrière bij Paradou AC. In augustus 2021 ondertekende hij een contract bij de Belgische eersteklasser KV Kortrijk. Op 27 augustus 2021 was hij bij zijn officiële debuut voor de club, in de competitiewedstrijd tegen KV Mechelen, meteen goed voor een assist: Pape Habib Gueye kopte een vrije trap van Kadri tegen de netten. Op 27 oktober 2021 opende hij in de bekerwedstrijd tegen FC Knokke zelf zijn doelpuntenrekening voor KV Kortrijk.
In zijn derde seizoen bij KV Kortrijk degradeerde de club na zeventien opeenvolgende seizoenen uit de Jupiler Pro League. Kadri kon de degradatie niet voorkomen, ondanks vier doelpunten en drie assists in de laatste zes wedstrijden van het seizoen.
Na vier seizoenen bij Kv Kortrijk verhuist Kadri naar de Belgische eerste klasser: KAA Gent.

## Clubstatistieken
| Seizoen     | Club        | Competitie              | Competitie | Competitie | Competitie | Beker | Beker | Beker | Totaal | Totaal | Totaal |
| Seizoen     | Club        | Competitie              | Wed.       | Dlp.       | Ass.       | Wed.  | Dlp.  | Ass.  | Wed.   | Dlp.   | Ass.   |
| ----------- | ----------- | ----------------------- | ---------- | ---------- | ---------- | ----- | ----- | ----- | ------ | ------ | ------ |
| 2019/20     | Paradou AC  | Ligue Professionnelle 1 | 17         | 2          | 1          | 3     | 2     | 1     | 20     | 4      | 2      |
| 2020/21     | Paradou AC  | Ligue Professionnelle 1 | 29         | 3          | 4          | 1     | 0     | 0     | 30     | 3      | 4      |
| Club totaal | Club totaal | Club totaal             | 46         | 5          | 5          | 4     | 2     | 1     | 50     | 7      | 6      |
| 2021/22     | KV Kortrijk | Eerste Klasse A         | 22         | 1          | 6          | 3     | 1     | 0     | 25     | 2      | 6      |
| 2022/23     | KV Kortrijk | Eerste Klasse A         | 16         | 4          | 1          | 1     | 0     | 0     | 17     | 4      | 1      |
| 2023/24     | KV Kortrijk | Eerste Klasse A         | 35         | 5          | 4          | 2     | 1     | 0     | 37     | 6      | 4      |
| 2024/25     | KV Kortrijk | Eerste Klasse A         | 29         | 5          | 9          | 2     | 1     | 0     | 31     | 6      | 9      |
| Club totaal | Club totaal | Club totaal             | 34         | 5          | 7          | 4     | 1     | 0     | 110    | 18     | 20     |
| TOTAAL      | TOTAAL      | TOTAAL                  | 80         | 10         | 12         | 8     | 3     | 1     | 160    | 25     | 26     |

## Interlandcarrière
Kadri maakte op 12 juni 2022 zijn interlanddebuut voor Algerije: in de vriendschappelijke interland tegen Iran (1-2-winst) kreeg hij van bondscoach Djamel Belmadi een basisplaats.
| Interlands van Abdelkahar Kadri | Interlands van Abdelkahar Kadri | Interlands van Abdelkahar Kadri | Interlands van Abdelkahar Kadri | Interlands van Abdelkahar Kadri | Interlands van Abdelkahar Kadri | Interlands van Abdelkahar Kadri |
| No.                             | Datum                           | Wedstrijd                       | Uitslag                         | Soort wedstrijd                 | Doelpunten                      |                                 |
| Als speler bij KV Kortrijk      | Als speler bij KV Kortrijk      | Als speler bij KV Kortrijk      | Als speler bij KV Kortrijk      | Als speler bij KV Kortrijk      | Als speler bij KV Kortrijk      | Als speler bij KV Kortrijk      |
| ------------------------------- | ------------------------------- | ------------------------------- | ------------------------------- | ------------------------------- | ------------------------------- | ------------------------------- |
| 1.                              | 12 juni 2022                    | Iran – Algerije                 | 1 – 2                           | Vriendschappelijk               | -                               |                                 |
| Totaal                          | Totaal                          | Totaal                          | Totaal                          | Totaal                          | -                               |                                 |

Bijgewerkt tot 22 maart 2022